# Juli Veee
Juli Veee, właśc. Gyula Visnyei (ur. 22 lutego 1950 w Budapeszcie) – amerykański piłkarz pochodzenia węgierskiego występujący na pozycji napastnika, reprezentant kraju.

## Kariera piłkarska
Juli Veee dorastał w ubogiej dzielnicy Budapesztu w komunistycznych Węgrzech. Uciekł z kraju w wieku 18 lat podczas podróży z reprezentacją Węgier U-21 i rozpoczął profesjonalną karierę we Francji, a następnie uciekł do Stanów Zjednoczonych.
W 1975 roku podpisał kontrakt z klubem ligi NASL – Los Angeles Aztecs, w którego barwach rozegrał 19 meczów ligowych, w których strzelił 6 goli. W sezonie 1976 w reprezentował barwy San Jose Earthquakes (11 meczów oraz 4 mecze i 8 goli w halowej lidze).
Następnie wyjechał do Belgii grać najpierw w Lierse SK (1976-1977 – 28 meczów i 8 goli), potem w Standard Liège (1977-1978 – 19 meczów i 5 goli). Łącznie w lidze belgijskiej rozegrał 47 meczów i strzelił 13 goli.
Potem Juli Veee wrócił do Stanów Zjednoczonych grać w latach 1978–1982 w klubie ligi NASL – San Diego Sockers, w barwach którego rozegrał 136 meczów ligowych, w których strzelił 28 goli. Dwukrotnie był wybierany do Drużyny Roku NASL (1981, 1982). Grał w także w latach 1981–1984 halowej drużynie klubu, w której rozegrał 63 meczów ligowych w których strzelił 136 goli, a w sezonie 1982 został z 51 golami królem strzelców i MVP NASL.
W sezonie 1984/1985 reprezentował barwy Las Vegas Americans (33 meczów i 23 gole w lidze). Potem wrócił do San Diego Sockers, z którym grał w rozgrywkach ligi MISL i trzykrotnie zdobył mistrzostwo tej ligi (1983, 1987, 1988). W klubie, w którym w 1988 roku zakończył karierę, rozegrał 134 mecze i strzelił 118 goli ligowych.
Łącznie w lidze NASL rozegrał 166 meczów i strzelił 34 gole, halowych rozgrywkach rozegrał 67 meczów i 144 gole, a w lidze MISL rozegrał 193 mecze i strzelił 170 goli.

## Kariera reprezentacyjna
Juli Veee w młodości grał w reprezentacji Węgier U-21. W reprezentacji Stanów Zjednoczonych zadebiutował dnia 15 października 1976 roku na Estadio Cuauhtémoc w Pueblie w przegranym 3:0 meczu kwalifikacyjnym do mistrzostw świata 1978 z reprezentacją Meksyku. Pierwszego gola w reprezentacji strzelił pięć dni później, 20 października 1976 roku w Seattle w wygranym 2:0 meczu kwalifikacyjnym do mistrzostw świata 1978 z reprezentacją Kanady.
W 1980 roku mógł wystąpić z reprezentacją na letnich igrzyskach olimpijskich 1980 w Moskwie, jednak prezydent Stanów Zjednoczonych – Jimmy Carter zbojkotował igrzyska za interwencję wojsk radzieckich w Afganistanie.
Drugiego, zarazem ostatniego gola w reprezentacji strzelił w swoim ostatnim reprezentacyjnym meczu, w którym reprezentacja Stanów Zjednoczonych wygrała towarzysko 2:1 z reprezentacją Trynidadu i Tobago w Port-of-Spain. Juli Veee łącznie w reprezentacji Stanów Zjednoczonych rozegrał 4 mecze i strzelił 2 gole.

## Sukcesy

### New York Arrows
- Mistrzostwo MISL: 1980

### San Diego Sockers
- Mistrzostwo MISL: 1983, 1987, 1988

### Indywidualne
- Król strzelców halowego NASL: 1982
- MVP halowego NASL: 1982
- Drużyna Roku NASL: 1981, 1982

## Kariera trenerska
Juli Veee po zakończeniu kariery piłkarskiej w 1988 roku został bez pracy i środków do życia. Choć pracował jako artysta i kolekcjoner książek, jego dochody nie wystarczyły do utrzymania siebie i domu. Miejscowy trener drużyny juniorskiej, z którym Veee się znał, zaproponował mu włączenie się do sztabu trenerskiego. Veee się zgodził i od razu doszedł do wniosku, że chciałby zostać trenerem. Przez trzy lata pracował w San Dieguito Surf oraz dwa lata w San Dieguito Pegasus. W 2005 roku został trenerem dziewczęcej drużyny La Costa Canyon High School. Postanowił zostać trenerem szkolnej drużyny z powodu niezadowolenia z regresji swoich zawodników w sezonie szkolnym. Wtedy Veee doszedł do wniosku, że niska jakość piłki nożnej w szkole boli jego klub, że najlepszym sposobem na podniesienie poziomu gry będą jego osobiste uwagi
Juli Veee podpisał kontrakt z klubem ligi NFL LA Rams, gdzie miał grać na pozycji placekickera, jednak nie rozegrał w lidze żadnego meczu.
W 1997 roku jako pierwszy piłkarz został wprowadzony do San Diego Breitbard Hall of Fame.